# Territorio nemico
Territorio nemico è un romanzo storico scritto da Bernard Cornwell ed è ambientato durante le guerre di conquista dell'India. Questo libro racconta la storia del sergente Richard Sharpe, che nel 1803 si trova ancora in India dopo le battaglie di Seringapatam.
Il romanzo è il secondo episodio della serie Le avventure di Richard Sharpe ed è preceduto da La sfida della tigre e seguito da Assalto alla fortezza.

## Trama
Nel 1803, il neo sergente Richard Sharpe sopravvive fortunosamente alla strage compiuta dal traditore inglese maggiore Dodd.
Insieme al colonnello McCandless si avvia alla caccia di Dodd, sfuggendo così al mandato di cattura per aggressione ad un ufficiale, fatto emettere calunniosamente dal sergente Hakeswill. Durante la caccia a Dodd, rifugge le lusinghe dell'esercito nemico, che lo invita a disertare, e partecipa dapprima al vittorioso assedio di Ahmednuggur e poi alla sanguinosa battaglia di Assaye, agli ordini del generaleWellesley.
In questo frangente comprende che il denaro che possiede (sottratto al raja Tippu, ucciso a Seringapatam) gli permetterebbe di acquistare i gradi di ufficiale, ma che in realtà l'unico modo in cui veramente desidera ottenerli è sul campo di battaglia.

## Personaggi
- Richard Sharpe, protagonista.
- Colonnello Hector McCandless, capo dei servizi segreti della compagnia delle Indie, alla caccia di Dodd
- Sergente Obadiah Hakeswill, nemico di Sharpe
- Generale Arthur Wellesley, guida l'esercito inglese durante la spedizione militare in India.
- Scindia – Rajah indiano in lotta contro gli inglesi
- Colonnello Anthony Pohlmann, traditore inglese, comandante dell'esercito di Scindia
- Maggiore William Dodd, traditore inglese a fianco dei Maratti.
- Simone Joubert – moglie del capitano francese Joubert

## Edizioni
- Bernard Cornwell, Territorio nemico: romanzo, traduzione di Donatella Cerutti Pini, Milano: Longanesi, 2002
- Bernard Cornwell, Territorio nemico: romanzo, traduzione di Donatella Cerutti Pini, Milano: TEA, 2004

Inoltre il libro è stato tradotto in olandese, ungherese, russo, spagnolo,tedesco, polacco.